# Buffalo Braves 1973-1974
La stagione 1973-74 dei Buffalo Braves fu la 4ª nella NBA per la franchigia.
I Buffalo Braves arrivarono terzi nella Atlantic Division della Eastern Conference con un record di 42-40. Nei play-off persero la semifinale di conference con i Boston Celtics (4-2).

## Roster
| N° | Naz.                         | Ruolo | Sportivo         | Anno | Alt. | Peso |
| -- | ---------------------------- | ----- | ---------------- | ---- | ---- | ---- |
| 3  | Stati Uniti (bandiera)       | G     | Lee Winfield     | 1947 | 188  | 79   |
| 4  | Stati Uniti (bandiera)       | GA    | Matt Guokas      | 1944 | 196  | 79   |
| 5  | Stati Uniti (bandiera)       | A     | Jim McMillian    | 1948 | 196  | 98   |
| 9  | Stati Uniti (bandiera)       | GA    | Randy Smith      | 1948 | 191  | 82   |
| 11 | Stati Uniti (bandiera)       | AC    | Bob McAdoo       | 1951 | 206  | 95   |
| 13 | Stati Uniti (bandiera)       | G     | Dave Wohl        | 1949 | 188  | 84   |
| 14 | Trinidad e Tobago (bandiera) | G     | Ken Charles      | 1951 | 191  | 82   |
| 15 | Stati Uniti (bandiera)       | G     | Ernie DiGregorio | 1951 | 183  | 82   |
| 21 | Stati Uniti (bandiera)       | A     | Mike Macaluso    | 1951 | 196  | 95   |
| 22 | Stati Uniti (bandiera)       | AC    | Paul Ruffner     | 1948 | 208  | 102  |
| 24 | Stati Uniti (bandiera)       | A     | Gar Heard        | 1948 | 198  | 99   |
| 30 | Stati Uniti (bandiera)       | A     | Jim Garvin       | 1950 | 201  | 91   |
| 42 | Stati Uniti (bandiera)       | GA    | Jack Marin       | 1944 | 201  | 91   |
| 43 | Stati Uniti (bandiera)       | AC    | Kevin Kunnert    | 1951 | 213  | 104  |
| 44 | Stati Uniti (bandiera)       | AC    | Bob Kauffman     | 1946 | 203  | 109  |

## Staff tecnico
- Allenatore: Jack Ramsay
- Vice-allenatore: Bob MacKinnon
- Preparatore atletico: Ray Melchiorre